# Klausenrennen

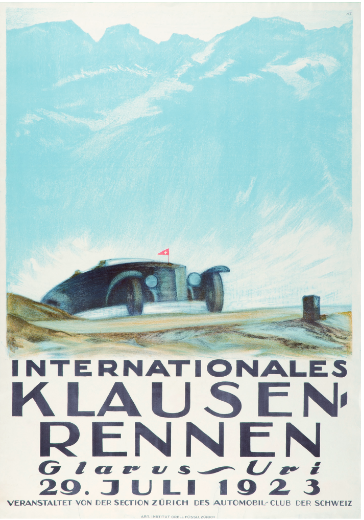
Anton Trieb Plakat (1923)

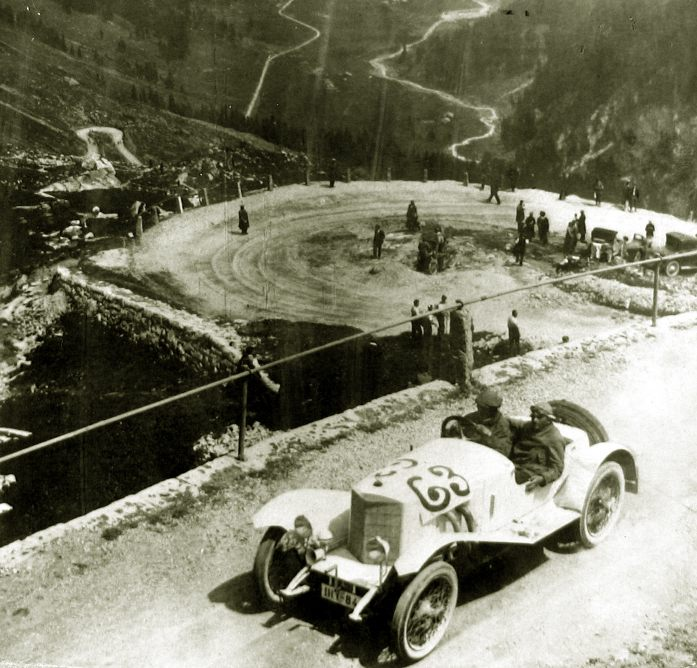
II. Internat. Klausenrennen 1923. Walter Kaufmann auf Steiger „Sport“ 11/55 PS (2. Platz); Beifahrer Hans Mensch

Das Internationale Klausenrennen ist ein in der Schweiz durchgeführtes Bergrennen. Es findet am Klausenpass statt.

## Geschichte
In den Jahren zwischen 1922 und 1934 wurde der Wettbewerb um den „Grossen Bergpreis der Schweiz“ insgesamt zehn Mal ausgetragen, erstmals am 27. August 1922. Die Initiative für das Rennen ging von der Sektion Zürich des Automobil Club der Schweiz aus. Die Strecke des seinerzeit bekanntesten und schwersten Bergrennens Europas führte vom Start im Dorf Linthal (Kanton Glarus) bis zum Zielpunkt auf der Klausenpasshöhe (Kanton Uri). Der 21,5 Kilometer lange, gefährliche Kurs ging durch 136 Kurven (davon 57 Kehren) und über 1237 Höhenmeter hinweg. Schon damals säumten zehntausende von Zuschauern die Rennstrecke. Mit über 200 km/h fuhren die Fahrzeuge, laut zeitgenössischen Berichten „fauchend und brüllend“, über den Urner Boden.
1929 lag der Streckenrekord bei 16:42,4 Minuten. Der Motorrad-Streckenrekord wurde 1930 von Tom Bullus auf NSU in 16:41,00 Minuten aufgestellt. Den Rennwagen-Streckenrekord  hielt seit 1934 Rudolf Caracciola auf Mercedes-Benz W 25, mit einer Zeit von 15:22,20 Minuten, was einer Durchschnittsgeschwindigkeit von 83,9 km/h entspricht. Zu bemerken ist, dass diese Resultate auf einer damals viel schmaleren und unbefestigten Schotterpiste erreicht wurden.

## Klausenrennen-Memorial

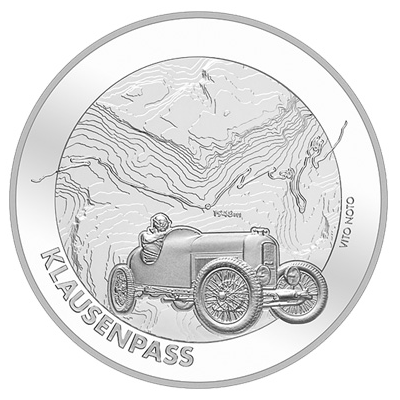
20-Franken-Gedenkmünze (herausgegeben 2018)

Zur Erinnerung an die historischen Rennen am Klausenpass wurde das Klausenrennen-Memorial ins Leben gerufen. Es begeistert wiederum Motorsportfreunde aus der ganzen Welt. Am 25. August 1993 fand ein erstes Klausenrennen-Memorial mit über 400 historischen Fahrzeugen statt. Die Zeiten der alten Streckenrekorde wurden nicht unterboten.
1998 folgte die zweite Auflage des Klausenrennen-Memorials mit 25.000 Zuschauern. Der Brite Julian Majzub stellte mit einem Bugatti 35B in 13:49,08 Minuten auf der asphaltierten und teilweise ausgebauten Strecke einen neuen Streckenrekord auf.
Beim dritten Memorialrennen 2002 wurde aus Sicherheitsgründen der Urner Boden (eine Hochebene) aus der Zeitwertung genommen, da die Rennwagen und Motorräder bei den hohen Geschwindigkeiten auf den Bodenwellen teilweise abhoben.
2006 fand das vierte internationale Klausenrennen-Memorial vom 21. bis 24. September statt. Zugelassen waren historische Motorräder, Motorräder mit Seitenwagen, Sport- und Rennwagen älter als Jahrgang 1939.
Das angekündigte fünfte Klausenrennen-Memorial vom 22. bis 25. September 2011 wurde 2010 abgesagt, fand aber vom 27. bis 29. September 2013 statt.